# Gilles Le Breton
Gilles Le Breton (... – Senna e Marna, 1553) è stato un architetto francese.

## Biografia

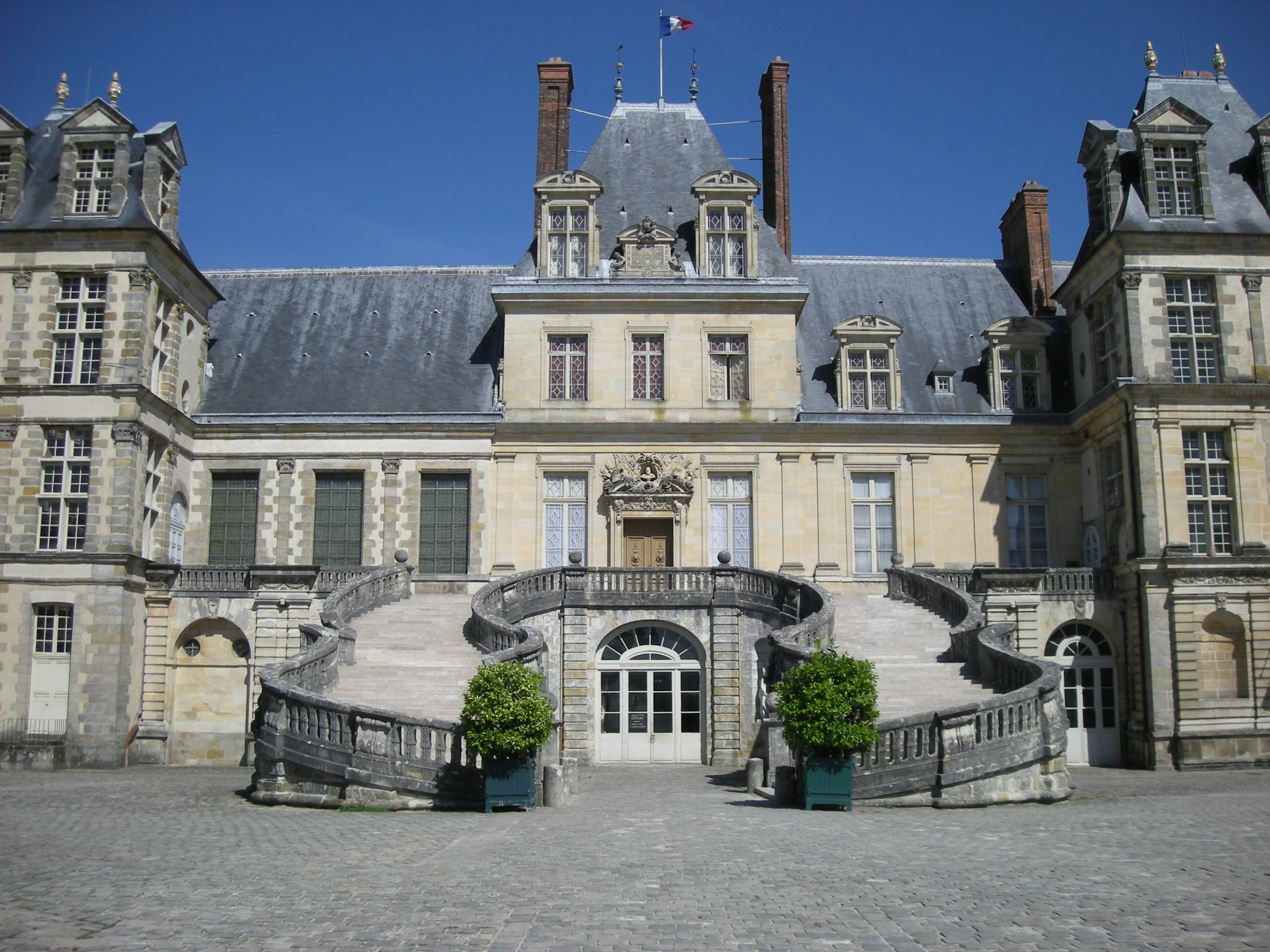
Castello di Fontainebleau

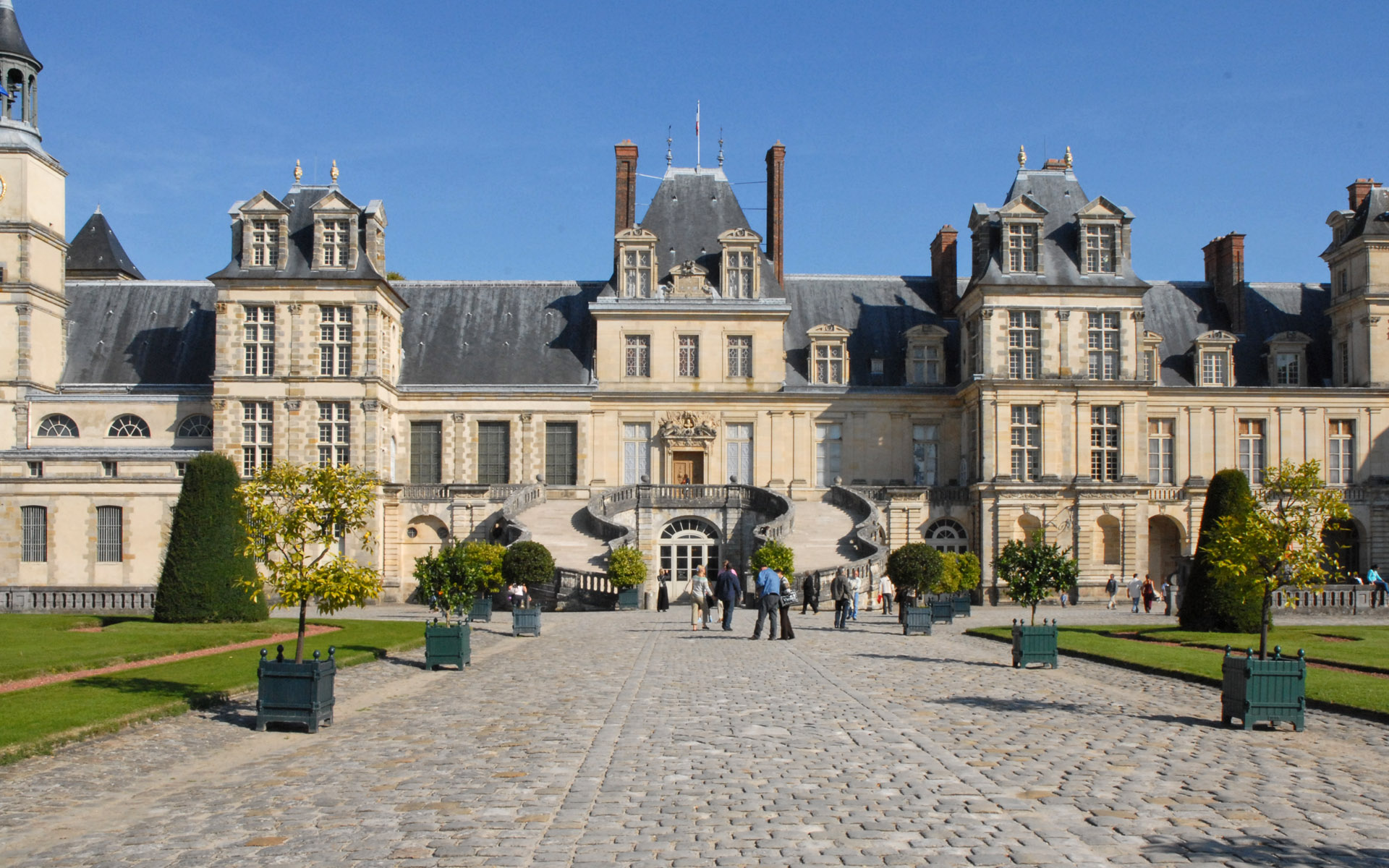
La Cour du Cheval Blanc, castello di Fontainebleau

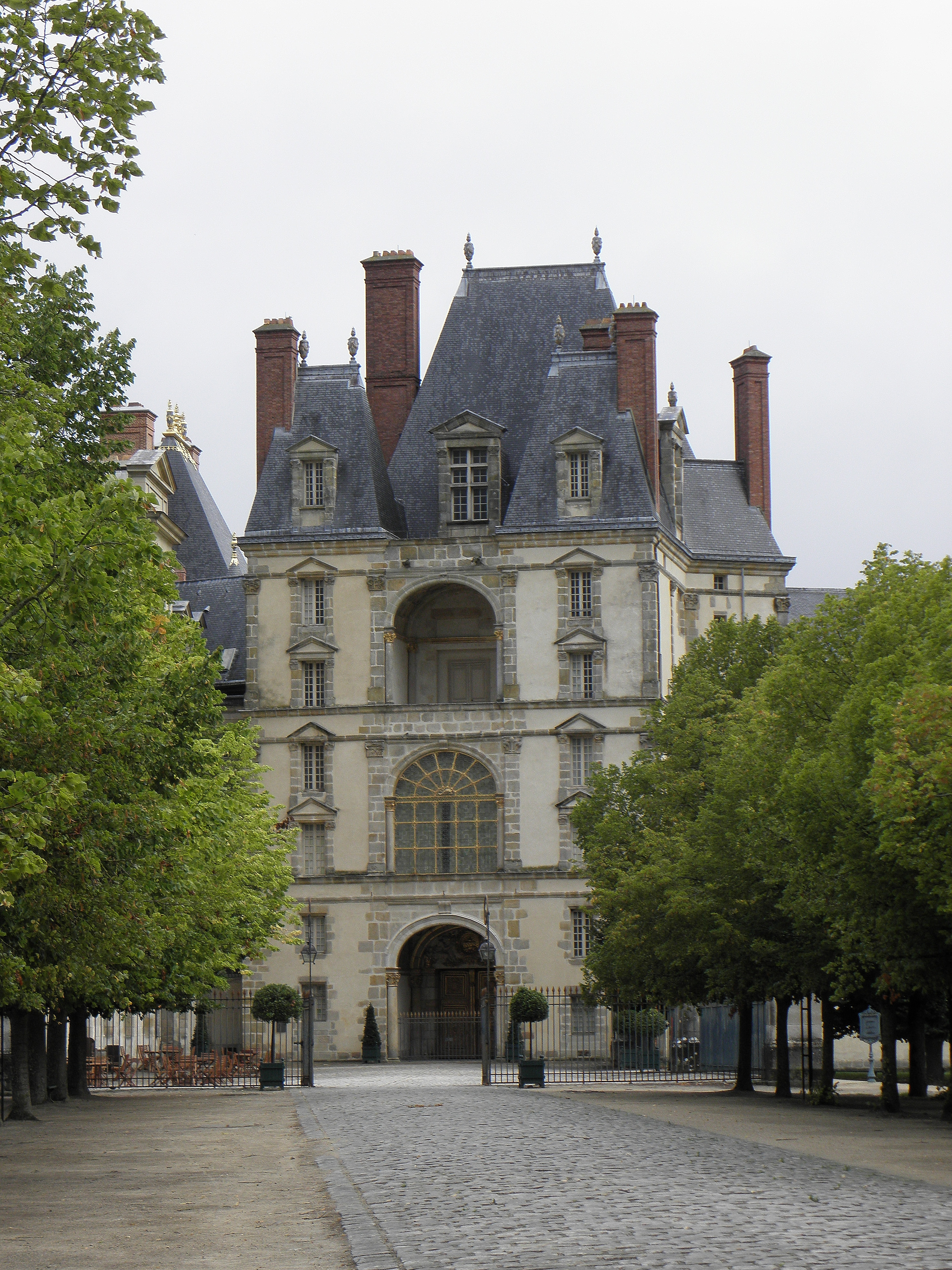
La Porta Dorée, castello di Fontainebleau

### Famiglia ed esordi
Gilles Le Breton fu un architetto e maestro muratore francese durante il Rinascimento, nella prima metà del XVI secolo, noto per essere stato il progettista di gran parte dell'attuale castello di Fontainebleau, ispiratosi all'architetto bolognese Sebastiano Serlio, consigliere sia dell'architettura sia delle opere decorative del castello.
Gilles Le Breton, artista di cui possediamo pochi documenti storici riguardanti la sua attività, lavorò al servizio di Francesco I di Francia.
Sulla formazione e sugli esordi di Le Breton, sappiamo che incominciò a lavorare nel 1526, collaborando con Pierre Nepveu nel castello di Chambord, assieme al padre maestro muratore parigino Jean I Le Breton, che nel 1522 lavorò nella cappella gotica del castello di Vincennes.
Gilles è anche il fratello di Guillaume e Jacques Le Breton, costruttori del castello di Villers-Cotterêts nel 1533.

### Architetto a Fontainebleau
Nel 1527 Gilles Le Breton ottenne la nomina di «maître général des œuvres de Maçonnerie du roi».
L'anno seguente si attivò a Fontainebleau in accordo con Francesco I per eseguire modifiche, ristrutturazioni e nuove costruzioni all'antica residenza di caccia medievale dei monarchi francesi, a sud-est di Parigi, tra le quali, dal 28 aprile 1528, il palazzo della nuova entrata con l'abbattimento della vecchia torre d'ingresso e la costruzione di un'altra, insieme a diverse torri e gallerie più piccole; la Porta Dorée e la loggia, con due costruzioni presso l'entrata e l'inserimento della galleria denominata in seguito Galerie Françoise I; la cappella di San Saturnino; la ristrutturazione di una scala nell'agosto del 1531; lavori sulla scalinata, per un contratto nel marzo 1540.
Inoltre eseguì la parte settentrionale della Cour du Cheval Blanc, il portico con la scalinata nella Cour de l'Ovale e la cappella de La Trinité.
Sempre a Fontainebleau, Le Breton costruì, tra il 1547 e il 1550, gli hotel di Albon, La Guette e Como Clausse.

### Attribuzioni, stile e morte
Tra le attribuzioni sono da menzionare, oltre ad altre parti del castello di Fontainebleau, anche alcuni castelli della vallata della Loira, tra i quali quelli di Campigny-sur-Vende, di Villandry, di Valançay, di Fleury-en-Bière.
Le Breton risultò come uno dei protagonisti del nuovo stile, diffusosi in Francia dal 1530, che si allontanò dalle influenze dello stile rinascimentale italiano, soprattutto per le arti decorative, creandone uno più vicino al gusto tipico francese.
Philibert de l'Orme fu l'architetto principale a Fontainebleau a partire dal 1548, succedendo a Le Breton.
Gilles Le Breton morì nel 1553 nel dipartimento di Senna e Marna.